# Vũ Hải Quân
Vũ Hải Quân (sinh năm 1974) là phó giáo sư, tiến sĩ ngành trí tuệ nhân tạo, chính trị gia người Việt Nam. Ông hiện là Ủy viên Ban Chấp hành Trung ương Đảng Cộng sản Việt Nam khóa XIII, Đại biểu Quốc hội Việt Nam khóa XV, Thành ủy viên, Bí thư Đảng ủy, Giám đốc Đại học Quốc gia Thành phố Hồ Chí Minh.

## Tiểu sử và học vấn
Ông sinh năm 1974 tại xã Gia Minh, Huyện Gia Viễn, tỉnh Ninh Bình. Ông học THCS và THPT ở P.Vàng Danh, TP. Uông Bí, Tỉnh Quảng Ninh. Từ năm 1991 ông theo gia đình vào sống ở Thành phố Phan Thiết, Tỉnh Bình Thuận.
Ông tốt nghiệp Khoa Toán - Tin học, Trường Đại học Khoa học Tự nhiên (Đại học Quốc gia TPHCM) năm 1996 với khóa luận đạt điểm tuyệt đối và được trao giải nhất - Giải thưởng sinh viên nghiên cứu khoa học.

## Quá trình công tác
Trong những năm 1999-2001, ông tham gia dự án phát triển hệ thống đào tạo từ xa qua mạng. Kết quả nghiên cứu là hệ thống và chương trình đào tạo từ xa đầu tiên của Đại học Quốc gia TP.HCM được triển khai ở Trung tâm CITD (nay là Trường Đại học Công nghệ Thông tin, Đại học Quốc gia TP.HCM).
Năm 2001, ông nhận học bổng làm nghiên cứu sinh của Trường Đại học Trento, Italy. Ở đây, ông tham gia nhóm nghiên cứu về trí tuệ nhân tạo với đề tài về dịch tiếng nói đa ngôn ngữ.
Đầu năm 2005, ông bảo vệ thành công luận án tiến sĩ và nhận học bổng nghiên cứu sau tiến sĩ (postdoc) của trường Đại học Leuven, Vương quốc Bỉ.
Từ năm 2007 đến năm 2017, ông tiếp tục công tác giảng dạy và nghiên cứu, đồng thời giữ nhiều chức vụ quan trọng tại Trường Đại học Khoa học Tự nhiên như: Trưởng phòng thí nghiệm Trí tuệ Nhân tạo (AILab), Giám đốc Trung tâm Đào tạo Quốc tế ITEC, Phó Hiệu trưởng Trường Đại học Khoa học Tự nhiên.
Tháng 10/2017, ông được Thủ tướng Chính phủ bổ nhiệm giữ chức vụ Phó Giám đốc Đại học Quốc gia TP.HCM.
Tháng 10/2018, ông được bổ nhiệm làm giáo sư thỉnh giảng (Adjunct Professor) của Trường Đại học Công nghệ Auckland (AUT), New Zealand.
Tháng 8/2020, tại Đại hội Đại biểu lần thứ 6 Đảng bộ Đại học Quốc gia Thành phố Hồ Chí Minh, ông được bầu giữ vị trí Bí thư Đảng ủy Đại học Quốc gia Thành phố Hồ Chí Minh nhiệm kỳ 2020-2025.
Tháng 1/2021, Thủ tướng Chính phủ Nguyễn Xuân Phúc đã ký quyết định bổ nhiệm ông giữ chức Giám đốc Đại học Quốc gia Thành phố Hồ Chí Minh.
Tháng 1/2021, tại Đại hội đại biểu toàn quốc lần thứ XIII Đảng Cộng sản Việt Nam ông được bầu làm Ủy viên Ban Chấp hành Trung ương Đảng khóa XIII.
Tháng 5/2021, ông trúng cử đại biểu Quốc hội Việt Nam khóa XV, nhiệm kỳ 2021-2026 tại đơn vị bầu cử số 1 gồm TP.Thủ Đức với 60,93% số phiếu hợp lệ.
Ngày 26 tháng 4 năm 2022, Thủ tướng Chính phủ Phạm Minh Chính đã ký Quyết định 521/QĐ-TTg, bổ nhiệm ông Vũ Hải Quân, Ủy viên Trung ương Đảng, Giám đốc Đại học Quốc gia Thành phố Hồ Chí Minh giữ chức Chủ tịch Hội đồng Đại học Quốc gia Thành phố Hồ Chí Minh thay ông Huỳnh Thành Đạt đã chuyển công tác khác.
Ngày 4 tháng 6 năm 2022, Ban Chấp hành Đảng bộ thành phố Hồ Chí Minh đã tổ chức hội nghị để tiến hành công tác nhân sự. Cụ thể, Thành ủy thành phố Hồ Chí Minh đã tổ chức lễ công bố quyết định của Bộ Chính trị và Ban Bí thư về chỉ định nhân sự tham gia Ban Chấp hành Đảng bộ thành phố Hồ Chí Minh, nhiệm kỳ 2020-2025 đối với đồng chí Vũ Hải Quân, Ủy viên Trung ương Đảng, Bí thư Đảng ủy, Giám đốc Đại học Quốc gia thành phố Hồ Chí Minh, Chủ tịch Hội đồng Đại học Quốc gia Thành phố Hồ Chí Minh.
PGS.TS Vũ Hải Quân được đào tạo chính quy và có hệ thống ở trong nước và nước ngoài, được rèn luyện và trưởng thành qua nhiều cương vị công tác từ thấp đến cao tại Trường ĐH Khoa học Tự nhiên và tại ĐHQG-HCM. Ông Quân là người tích cực ủng hộ chủ trương đổi mới giáo dục đại học, đóng góp nhiều nội dung cụ thể trong chiến lược xây dựng và phát triển ĐHQG-HCM; Ông cũng là người có chuyên môn sâu về lĩnh vực trí tuệ nhân tạo, có năng lực ngoại ngữ tốt, có thể tham gia xây dựng và thực hiện các chính sách về chuyển đổi số và các giải pháp chiến lược liên quan đến cuộc cách mạng lần thứ 4.   
Nhóm nghiên cứu của ông tại Phòng thí nghiệm Trí tuệ Nhân tạo đã nhận 2 Giải thưởng Nhân tài Đất Việt năm 2009 và năm 2011 về các ứng dụng liên quan đến nhận dạng và tổng hợp tiếng nói tiếng Việt.
Ngoài ra, PGS.TS Vũ Hải Quân còn là người sáng lập CLB Robotics. Với sự tài trợ của Cơ quan ngoại giao Hoa Kỳ, tính từ 2015 đến nay, đã có hàng ngàn lượt bạn trẻ được đào tạo về lập trình robot, Internet vạn vật. Nhiều bạn đã đạt giải thưởng trong nước và quốc tế.